# Luigi Musso
Luigi Musso (Roma, 28 de julho de 1924 – Reims, 6 de julho de 1958) foi um piloto italiano de Fórmula 1.
Começou sua carreira em categorias semelhantes à Fórmula 1 na época. Ao se destacar, veio a ir para a Maserati em 1953, considerada uma grande equipe da época. Lá permaneceu por dois anos, destacando-se tanto que foi para a Ferrari, a melhor equipe da época.

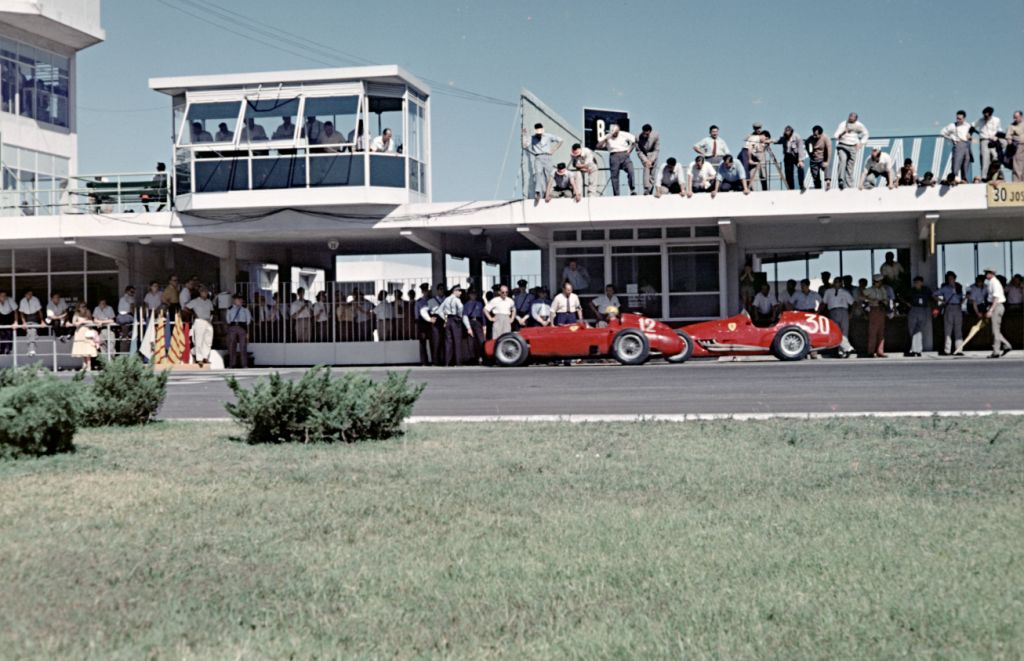
Os Lancia Ferrari de Luigi Musso (#12, Lancia D50) e José Froilán González (#30, Lancia D50 / Ferrari 801) no Grande Prêmio da Argentina de 1957.

No auge de sua carreira pela Ferrari  veio a falecer em uma grave batida no circuito de Reims, na França, pelo Campeonato Mundial de Fórmula 1 de 1958 quando a sua Ferrari 500 bateu gravemente em um pilar fazendo com que o seu carro ricocheteasse de modo tão violento que fez com que a cabine não resistisse, sendo rachada violentamente e lançando o piloto a quase 100 metros. Chegou a ser levado para um hospital local (naquela época não havia hospitais na pista) não resistindo aos graves ferimentos que foram ocasionados pela sua grave queda sendo declarado morto 20 minutos depois de ter chegado ao hospital, provavelmente por traumatismo craniano. Após a confirmação da morte de Musso, o pentacampeão mundial Juan Manuel Fangio encerra sua carreira.